# Ilias Picta
Ilias Picta (en español: Ilíada Ilustrada), es un manuscrito ilustrado bizantino, posiblemente del siglo V o siglo VI; que se conserva en la Biblioteca Ambrosiana, motivo por el cual también se le llama Ilíada Ambrosiana ("Ilias Ambrosiana"). Escrito en papel vitela, contiene cincuenta y un folios con cincuenta y ocho imágenes que representan escenas de la Ilíada de Homero y partes del texto del poema en griego antiguo al respaldo. En el siglo XII, las miniaturas fueron cortadas y pegadas en un códice de papel de origen calabrés-siciliano que contenía material del corpus homérico. 

## Historia
El manuscrito perteneció al erudito Gian Vincenzo Pinelli. Tras su muerte Federico Borromeo adquirió toda su biblioteca para crear los fondos de la Biblioteca Ambrosiana en 1609. El libro fue redescubierto en 1811 y fue curado por el bibliotecario Angelo Mai. Ahora se encuentra catalogado como Cod. F. 205 Inf.
Mai creía que el manuscrito era del siglo III, y sometió las láminas a reactivos químicos para resaltar mejor la escritura con el fin de descifrarlo. Esto desafortunadamente trajo como consecuencia que gran parte del color de las miniaturas cayera, reduciéndolas al miserable estado en que se encuentran hoy. Mai publicó los fragmentos en «Iliadis fragmenta antiquissima cum picturis item scholia vetera in Odysseam» en 1819. 
Ranuccio Bianchi Bandinelli cree que fue escrito en Alejandría entre el año 493 y el 508 d. C., con base en la abundancia de color verde en las imágenes, que habría sido el color de la facción en el poder en ese momento. Bandinelli publicó el estudio más completo del manuscrito, «Miniaturas helenísticas-bizantinas de la Ilíada»; comparado a los estudios paleográficos de Guglielmo Cavallo y los de las ilustraciones de Kurt Weitzmann. 
Este manuscrito es la única copia ilustrada existente del trabajo de Homero y junto al Vergilius Romanus y al Vergilius Vaticanus es uno de los manuscritos ilustrados más antiguos de la literatura clásica que han sobrevivido desde la antigüedad. 